# Rhacophorus vampyrus
Rhacophorus vampyrus es una especie de anfibio anuro de la familia Rhacophoridae.

## Distribución geográfica
Esta especie es endémica de la provincia de Lâm Đồng en Vietnam. Habita en el parque nacional Bidoup Nui Ba entre los 1470 y 2000 m sobre el nivel del mar en la meseta de Langbian.

## Desarrollo
Rhacophorus vampyrus tiene una vida completamente arbórea que le valió el nombre de rana voladora. Pone sus huevos en cavidades arbóreas formando pequeñas cuencas para sumergir a los renacuajos y protegerlos de los depredadores que surcan los lagos y ríos. En la etapa de renacuajo, Rhacophorus vampyrus tiene dos pequeños colmillos negros que le han valido a la especie el nombre de vampiro. Los autores del descubrimiento suponen que servirían para abrir los huevos no fertilizados que sus padres les sirven en los primeros días.

## Publicación original
- Rowley, Le, Thi, Stuart & Hoang, 2010: A new tree frog of the genus Rhacophorus (Anura: Rhacophoridae) from southern Vietnam. Zootaxa, n.º 2727, p. 45–55[4]